# Macapá
Macapá, úředně Município de Macapá, je brazilské velkoměsto, hlavní město spolkového státu Amapá. Město má asi 344 000 obyvatel. Leží na severu země na rovníku u ústí Amazonky do Atlantiku. Sídlí zde římskokatolická diecéze Macapá.
V roce 1738 zde vznikla portugalská pevnost José de Macapá, u níž založil 4. února 1758 Sebastião Veiga Cabral osadu, která získala roku 1856 městská práva. Název města pochází z domorodého výrazu macapaba, odkazujícího na plody palmy bakaba. V roce 1970 bylo uvedeno do provozu mezinárodní letiště. Město je významným obchodním střediskem a v jeho okolí se těží mangan, zlato a železná ruda. S hrubým domácím produktem okolo devíti miliard realů je Macapá pátým nejbohatším městem Severního regionu.
Na rovníku byl v roce 1987 vztyčen třicet metrů vysoký monument Marco Zero. Místní fotbalový stadion je známý jako Zerão, protože středovou čárou prochází rovník. Na území města leží biologická rezervace Parazinho s tropickým deštným lesem, kde žije vodouš žlutonohý.